# Mother Panic
Mother Panic est une bande dessinée américaine écrite par Jody Houser, illustrée par Tommy Lee Edwards, et publiée par DC Comics sous leur label Young Animal, à destination des jeunes adultes. Elle raconte l'histoire de Violette Paige, une femme vivant dans Gotham City qui devient la justicière Mother Panic pour se venger des personnes qui l'ont torturé dans sa jeunesse. La série voit apparaître Batman et ses alliés, et elle est la seule série Young Animal à présenter un personnage original.

## Histoire éditoriale

### Création
Young Animal est un label de DC Comics, conçu pour raconter des histoires à l'intérieur du DC Univers et visant spécifiquement des lecteurs plus matures. Mother Panic était la dernière des quatre séries lancées sous ce label. Le titre de la série et le nom de son personnage, Violet Paige, ont été créés par Gerard Way et le dessinateur Tommy Lee Edwards, qui ont conceptualisé le background du personnage. Jody Houser, l'auteur de Faith chez Valiant Comics, s'est vu demandée par Molly Mahan, l'éditrice de Young Animal, d'écrire plusieurs pages mettant en vedette Mother Panic pour voir si elle pourrait « lui donner une vie propre ». Jody Houser, qui avait grandi en lisant Batman, a été recrutée peu de temps après avoir rendu son travail et a commencé à écrire sur la série. Elle a élargi le concept de Gerard Way et Tommy Lee Edwards en donnant réellement vie au personnage principal et en l'établissant dans Gotham City et le mythe de Batman.
Contrairement aux autres titres de Young Animal, qui disposent de personnages déjà établis chez DC tels que la Doom Patrol, Mother Panic dispose d'un tout nouveau personnage, créé pour la série. La vision de Paige par Jody Houser était essentiellement celle d'un anti-Batman : contrairement à Batman, l'identité de justicière de Paige « n'est pas entièrement un acte » et le personnage dans son ensemble est « dérangé ». Jody Houser espère que la série va durer plusieurs années et que Paige va continuer à évoluer. Elle souhaite également explorer des aspects de Gotham que l'on ne voit pas dans les autres comics liés à Batman, en raison de la maturité des thèmes de Mother Panic ; pour cette raison, elle exclut des adversaires bien connus tels que le Pingouin et Catwoman. Les premiers numéros ont été illustrés par Tommy Lee Edwards, suivi par Shawn Crystal et John Paul Leon. Jim Krueger écrit une histoire secondaire, « Gotham Radio », pour la série.

### Édition
Le premier numéro de Mother Panic a été publié le 9 novembre 2016 (couverture datée de janvier 2017). L'histoire de ce numéro présente Violet Paige et la Ville de Gotham, ainsi qu'un caméo de Batman.
La série prend fin le 25 octobre 2017, au douzième numéro. Une suite est lancée en mars 2018 sous le titre de Mother Panic: Gotham A. D. Contrairement à la première série, la deuxième se déroule dans un futur dystopique où les justiciers masqués sont hors la loi, Batman ayant abandonné Gotham.

## Résumé
Après une enfance difficile et traumatisante, Violet Paige décide d'endosser le masque de la justicière Mother Panic pour se venger. Brisée par ses épreuves étant jeune, ses actions sont brutales et violentes, dans une Gotham City où le Batman a disparu.

## Accueil

### Ventes
Le premier numéro sort en novembre 2016 et se vend à un peu moins de 41 000 exemplaires. Les ventes chutent à 18 600 exemplaires dès le second numéro et tourne finalement autour de 10 000 exemplaires pour le reste de la série,,.

### Critiques
La série Mother Panic a été généralement bien reçue. Sur l'agrégateur de critiques ComicBookRoundUp, elle obtient une moyenne de 7.7/10, basée sur 135 critiques. Sa suite Gotham A.D. est également bien reçue. Elle obtient une moyenne de 7.6/10 sur ComicBookRoundUp, basée sur 58 critiques.

## Éditions reliées
L'éditeur DC Comics édite la série sous forme de deux albums reliés :
1. Mother Panic: A Work In Progress (contient Mother Panic n°1 à 6)
2. Mother Panic: Under Her Skin (contient Mother Panic n°7 à 12)

Mother Panic: Gotham A. D., mini-série de 6 numéros, est éditée en un seul album.
Les deux séries sont inédites dans les pays francophones.